# Gremi (wieś)
Gremi (gruz. გრემი) – wieś w Gruzji, w regionie Kachetia, w gminie Kwareli. W 2014 roku liczyła 791 mieszkańców. W okolicy współczesnej wsi znajdowała się nosząca tę samą nazwę stolica dawnego królestwa Kachetii, z której do dziś przetrwała XVI-wieczna cerkiew.